# Husarernas kanslihus och ridhus, Örebro

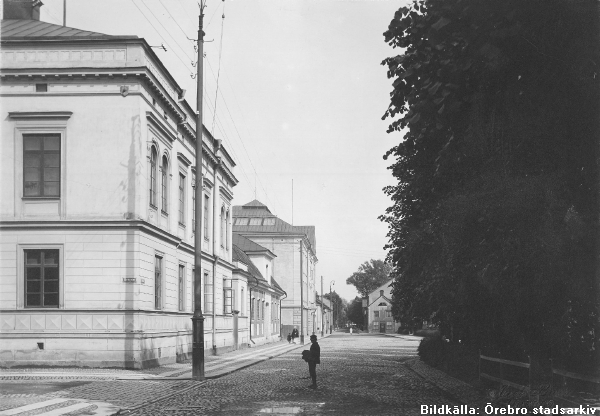
Husarkårens kanslihus vid Olaigatan Örebro år 1903. Landshövdingestallet och Karolinska läroverket syns längre ned utmed Olaigatan.

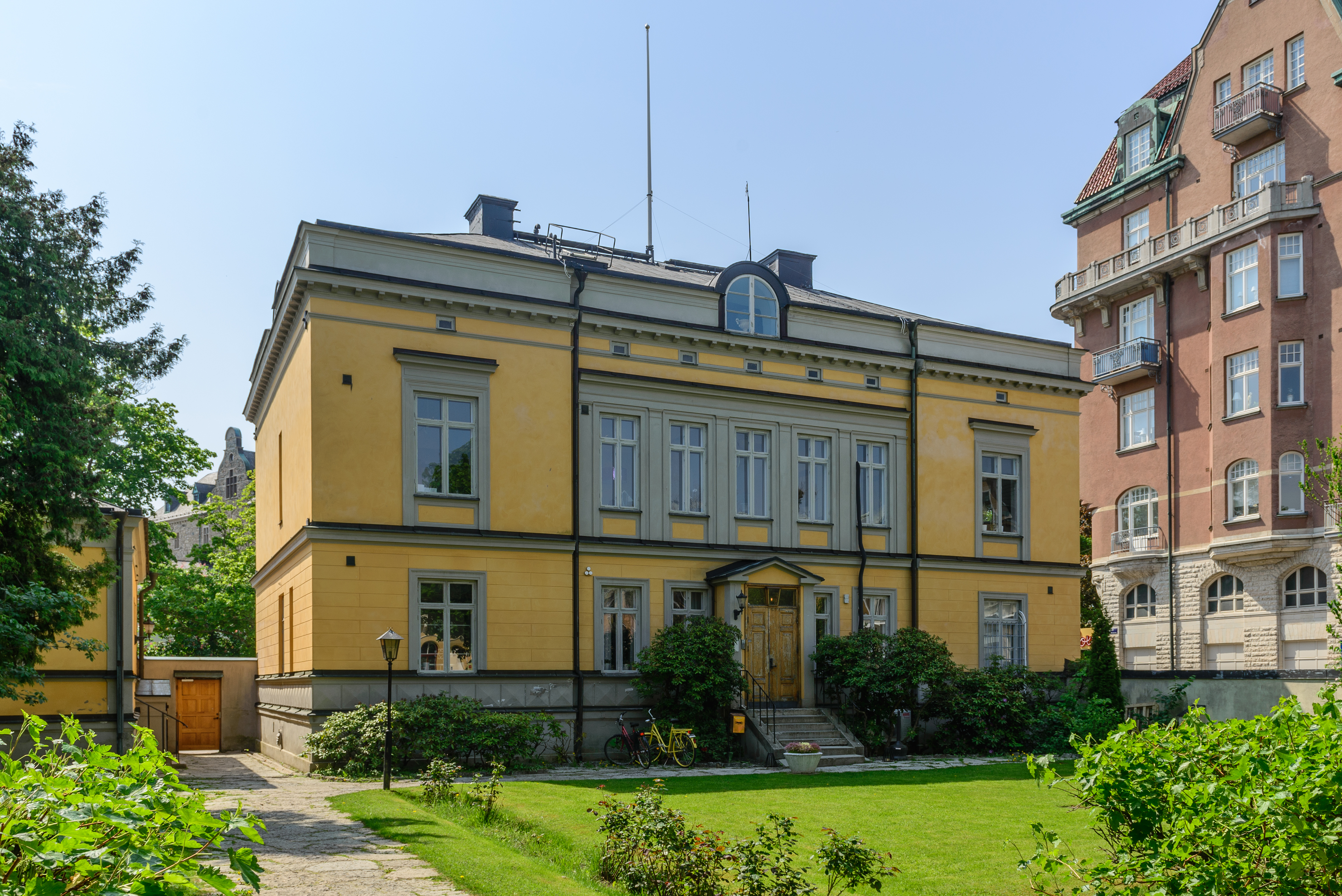
Husarkårens före detta kanslihus vid Olaigatan Örebro år 2010.

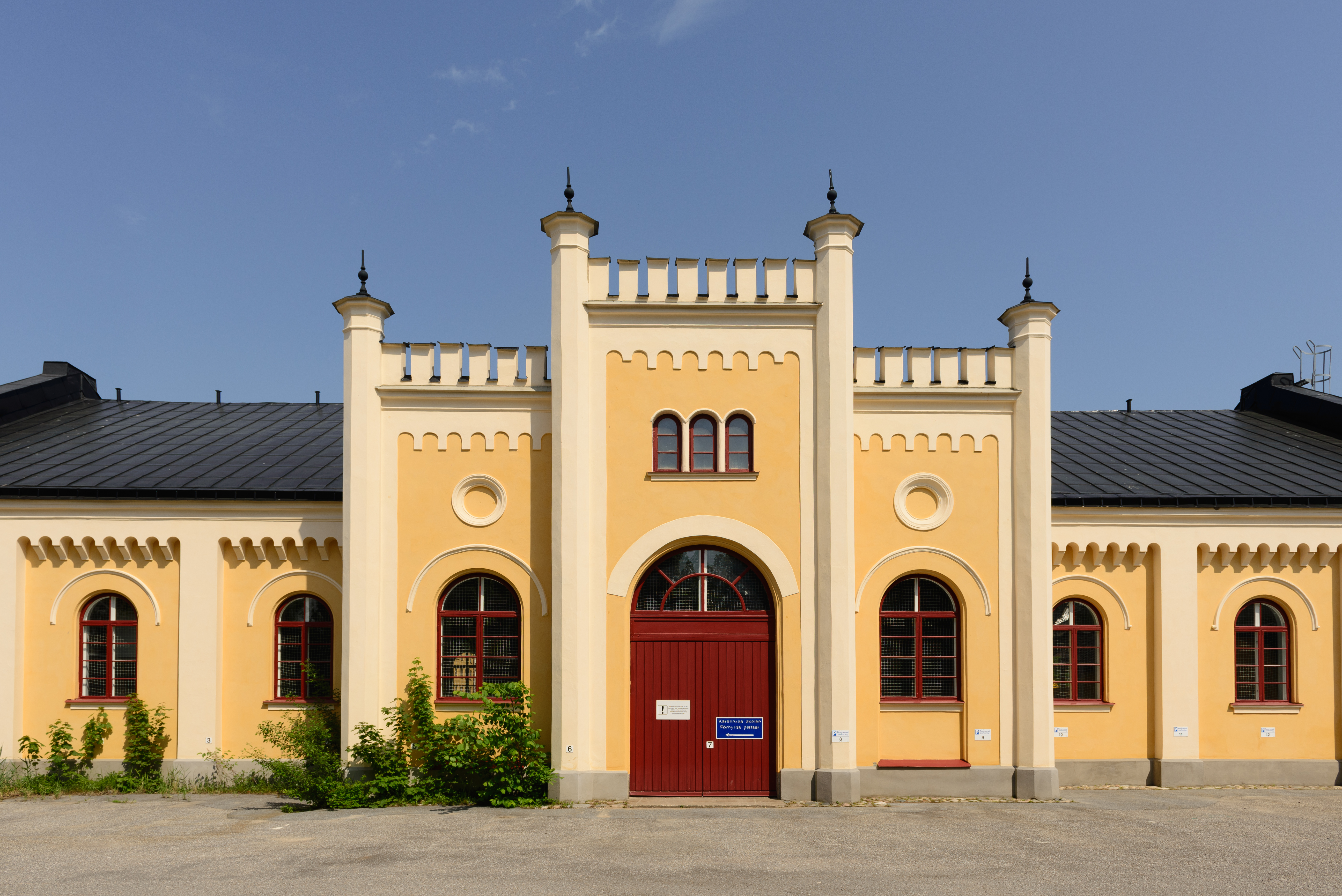
Husarkårens ridhus vid Slottsgatan Örebro.

Livregementets husarkår, sedermera Livregementets husarer (K 3) var under åren 1836 till 1905 förlagda till Örebro. Under örebrotiden kallades förbandet ibland Närkes husarer.

## Historik
Husarkårens kanslihus uppfördes under åren 1861–62. Det ligger vid Olaigatan 21 i Örebro. I huset fanns utrymmen för kårens regementsexpedition, officersmäss, med mera. När Livregementets husarer 1905 omlokaliserades till Skövde garnison övertogs fastigheten av Livregementets grenadjärer (I 3). Dess sekundchef hade tjänstebostad här från 1890-talet fram till 1944. Fram till 1975 inrymde fastigheten lokaler för försvarsområdesstaben för Örebro försvarsområde (Fo 51). 1975 kom Redovisningsavdelning Bergslagen att flytta in i fastigheten och 1976 tillkom Livregementets grenadjärers stabsavdelning. 1992 lämnade Försvarsmakten fastigheten helt och hållet. Idag är byggnaden privatägd.
Ridhuset blev från 1895 infanterivolontärskola och exercishus. 1957 togs ridhuset över av Karolinska läroverket. Byggnaden används idag som idrottshus av eleverna vid Karolinska skolan.
Båda byggnaderna var troligen ritade av Fridolf Wijnbladh, som då var stadsarkitekt i Örebro. Byggnadsstilen bär renässansens prägel – en stil som var vanlig under senare hälften av 1800-talet.
Byggnaderna förklarades som byggnadsminnen år 2002.